# Réhoboam (bouteille)
Pour les articles homonymes, voir Réhoboam.
Le Réhoboam est une bouteille en verre conçue pour contenir l'équivalent de six bouteilles de 75 cl, soit quatre litres et demi. Ce nom vient de Roboam, roi de Juda et fils du roi Salomon selon la Bible.